# Idaea demissaria
Idaea demissaria là một loài bướm đêm trong họ Geometridae.